# Яновский, Чарлз
Чарлз Яновский (англ. Charles Yanofsky; 17 апреля 1925, Нью-Йорк, США — 16 марта 2018) — американский генетик.

## Биография
Родился 17 апреля 1925 года в Нью-Йорке, в семье еврейских иммигрантов из России Фрэнка и Дженни Яновских. В 1943 году поступил в Йельский университет, который окончил в 1948 году. Администрация оставила дипломированного специалиста у себя, и он работал научным сотрудником с 1951 по 1958 год. В 1958 году устроился на работу в Станфордский университет, где работал на кафедре биологии, в 1961 году был избран профессором данного института.
Скончался 16 марта 2018 года.

## Научные работы
Основные научные работы посвящены молекулярной биологии.
- Обнаружил колинеарность структуры гена и структуры молекулы синтезируемого белка.
- Показал, что в результате мутационных изменений меняется аминокислотный состав белка.

## Членство в обществах
Член многих научных обществ США и мира, среди которых:
- 1969 — Президент Американской ассоциации генетиков[англ.]
- 1964 — Член Американской академии искусств и наук[3]
- 1966 — Член Национальной академии наук США
- 1976 — Член германской академии естествоиспытателей «Леопольдина»[4]
- 1984 — Президент Американского общества биохимии и молекулярной биологии[англ.][5]
- 1985 — Иностранный член Лондонского королевского общества[6][7]

## Награды и премии
Удостоен ряда научных наград, среди которых:
- 1959 — Eli Lilly and Company-Elanco Research Award[англ.][8]
- 1964 — Премия НАН США в области молекулярной биологии[англ.], «For his achievements in demonstrating how changes in the gene produce changes in the way protein is made in the body»
- 1966 — Премия Говарда Тейлора Риккетса[нем.][9]
- 1971 — Премия Альберта Ласкера за фундаментальные медицинские исследования (совместно с Сиднейем Бреннером и Сеймуром Бензером), «For their brilliant contributions to molecular genetics»[10][11]
- 1972 — Премия Зельмана Ваксмана в области микробиологии[англ.], «For his outstanding contributions to many aspects of microbial and molecular genetics»[12]
- 1976 — Премия Луизы Гросс Хорвиц[13]
- 1983 — Медаль Общества генетики Америки[англ.]
- 1985 — Международная премия Гайрднера (совместно с Марком Ташне), «For their many contributions in the field of molecular genetics, especially in the field of gene regulation»[14]
- 1990 — Медаль Томаса Ханта Моргана
- 1992 — Passano Award[нем.][15]
- 2003 — Национальная научная медаль США в номинации «Биологические науки», «For his fundamental contributions to our understanding of how genetic messages are read and translated into proteins, including important mechanisms of RNA-based gene regulation»[16][17]